# Ражнатович, Светлана
Све́тлана Ражна́тович (серб. Светлана Ражнатовић), в девичестве Ве́личкович (серб. Величковић), также известна под псевдонимом Це́ца (серб. Цеца); род. 14 июня 1973 года, Житораджя, СР Сербия, СФРЮ) — сербская поп-певица, ранее работавшая в жанрах турбо-фолк и поп-фолк. Является одной из самых известных и высокооплачиваемых певиц Сербии.
Некоторое время была почётным председателем Партии сербского единства и возглавляла футбольный клуб «Обилич». В 2011 году признана виновной в хищении средств при продаже игроков в другие клубы и приговорена к 1 году домашнего ареста. Вдова командира Сербской добровольческой гвардии Желько Ражнатовича «Аркана».

## Биография

### Начало карьеры
Светлана Величкович начала петь в 9 лет в своём родном городе Житорадже в одноимённой общине. В 1988 году в возрасте 15 лет дебютировала на фестивале в Илидже (пригород Сараева) под псевдонимом «Цеца» с песней «Cvetak zanovetak». Творческим наставником начинающей певицы стал продюсер и композитор фолк-музыки Добривое Доца Иванкович, открывший в 1970—1980 гг. дорогу на большую сцену многим популярным артистам бывшей Югославии (таким, например, как Шабан Шаулич).
Первые два альбома Цецы «Cvetak zanovetak» и «Ludo srce» были выполнены в сугубо народной сербской манере, однако уже начиная с третьего альбома «Pustite me da ga vidim» при аранжировке песен певицы стали также использоваться современные инструменты и ритмы. Подобный синтез получил на Балканах название «турбо-фолк». «Pustite me da ga vidim», вышедший в 1990 году, был продан в количестве 350 000 копий, а сама певица заняла третье место после Лепы Брены и Драганы Миркович в списке самых высокооплачиваемых фолк-певиц Югославии. Тогда же певица начала сотрудничать с сербским поэтом-песенником Мариной Туцакович, а позднее — и с её протеже, поэтом и композитором Александром Миличем «Мили», которые стали авторами большинства её песен в последующие два десятилетия.
В 1991 году был издан альбом «Babaroga». Тогда же Цеца снялась в фильме Стояна Стойчича по роману Борисава Станковича «Нечистая кровь» (серб. Nečista krv) в роли Коштаны — цыганской певицы и танцовщицы. Кроме Светланы Величкович в картине также снимались Раде Шербеджия и Люба Тадич. Из-за проблем с финансированием фильм вышел на экраны только в 1996 году.
В 1993 и 1994 гг. соответственно изданы альбомы «Šta je to u tvojim venama» и «Ja još spavam u tvojoj majici».

### Брак с Желько Ражнатовичем
Во время Боснийской войны Светлана Величкович получила приглашение приехать в Эрдут в расположение Сербской добровольческой гвардии и выступить перед её бойцами. Там же 11 октября 1993 года она познакомилась с командиром СДГ Желько Ражнатовичем, также известным как «Аркан». 19 февраля 1995 года состоялась их свадьба, ставшая ярким событием в жизни тогдашнего Белграда. Церемония бракосочетания транслировалась по телевидению, а позднее была выпущена на видеокассетах тиражом 100 000 экземпляров.
Вышедшие в 1995 и 1996 гг. альбомы «Fatalna ljubav» и «Emotivna luda» побили прежние рекорды продаж певицы.
Светлана, взявшая фамилию мужа, стала почётным председателем основанной Ражнатовичем Партии сербского единства, а также руководителем благотворительного фонда «Третий ребёнок», поддерживавшего сербские многодетные семьи, в первую очередь, в Косове и Метохии.
10 декабря 1996 года у Ражнатовичей родился сын Велько. В 1997 году Цеца выпустила альбом «Maskarada», а уже 25 мая 1998 года во второй раз стала матерью, родив дочь Анастасию.
В июне 1996 года Желько Ражнатович приобрёл белградский футбольный клуб «Обилич», находившийся в то время во втором дивизионе. В 1998 году «Обилич» стал чемпионом Югославии, однако не был допущен к выступлениям в Лиге чемпионов УЕФА из-за звучавших в прессе многочисленных обвинений его владельца в связях с организованной преступностью. Ражнатович был вынужден переоформить клуб на свою жену. 25 июля 1998 года Цеца стала президентом «Обилича» и оставалась им до 2001 года.
Во время бомбардировок Югославии 1999 года Светлана Ражнатович вместе с мужем выступала на многочисленных антивоенных концертах и митингах в Белграде.
В конце 1999 года певица записала альбом «Ceca 2000», изданный уже в следующем году.

### После смерти мужа
15 января 2000 года Желько Ражнатович «Аркан» вместе с двумя знакомыми был застрелен в холле белградской гостиницы «Интерконтиненталь». Позднее за это убийство к 30 годам заключения были приговорены Добросав Гаврич, Милан Джуришич и Драган Николич. Имена заказчиков убийства остались невыясненными.
Несмотря на пережитую трагедию, уже в 2001 году Цеца записывает очередной альбом «Decenija» (рус. Десятилетие). В сентябре того же года она получает предложение баллотироваться на освобождающийся после ухода Миляна Милянича пост председателя Футбольной ассоциации Югославии. В частности, в поддержку кандидатуры Светланы Ражнатович высказывается бывший капитан нидерландского клуба «Аякс» Велибор Васович, объясняя это тем, что Цеца — одна из немногих, кто вкладывает деньги в сербский футбол. Однако председателем Ассоциации в итоге был избран бывший футболист «Црвены звезды», «Олимпика» и «Вероны» Драган Стойкович.

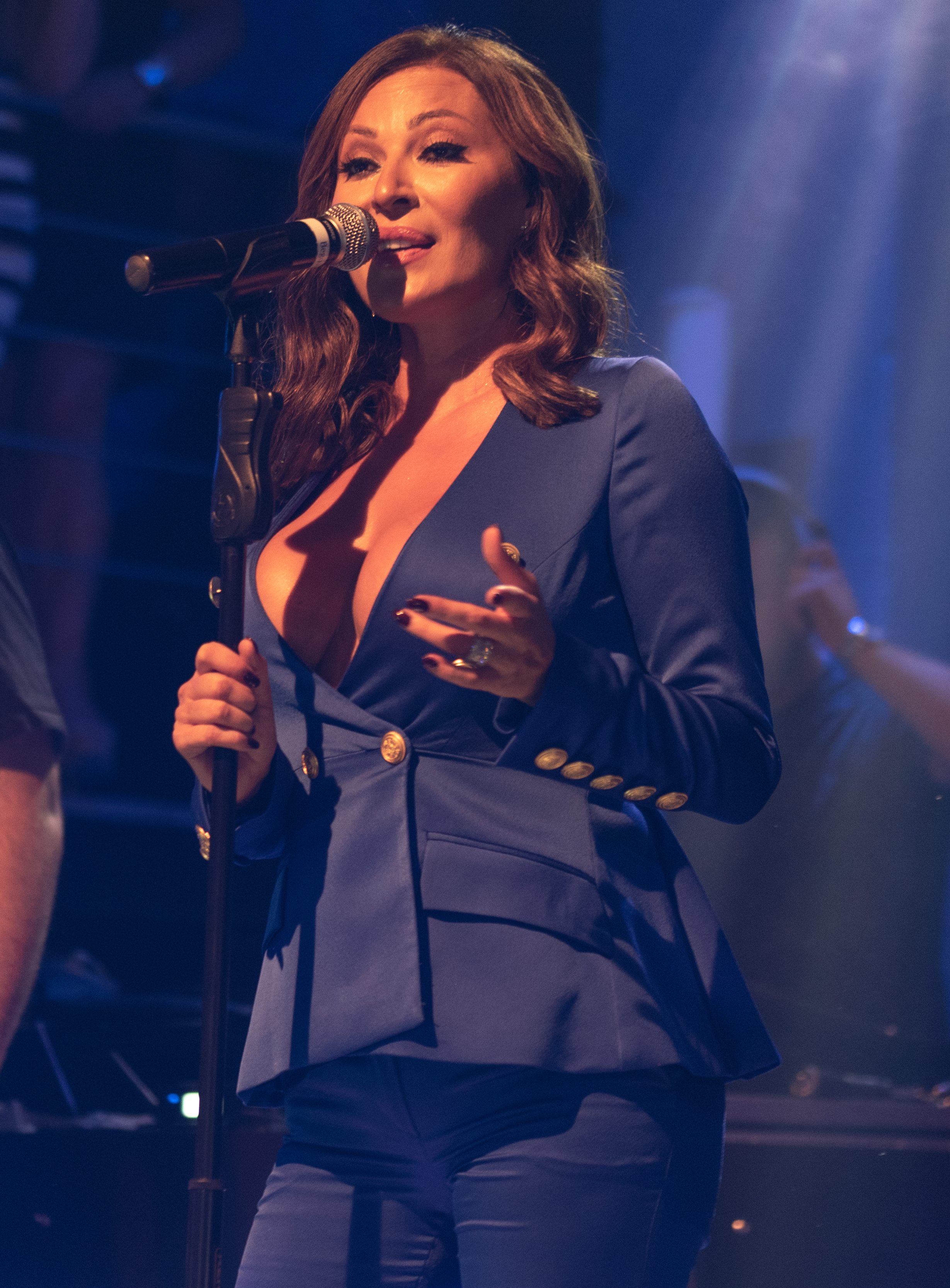
Светлана Ражнатович в 2018 году

12 марта 2003 года был застрелен премьер-министр Сербии Зоран Джинджич. Сразу же после этого сербская полиция начала массовые задержания и аресты членов так называемого «Земунского клана» — одной из белградских преступных группировок, а также лиц с ним связанных. Утверждая, что Светлана Ражнатович знает участников убийства Джинджича и даже укрывала их в своём доме, 17 марта полиция провела в нём обыск, в ходе которого было найдено 88 единиц оружия и военного снаряжения, после чего певица была задержана и помещена в тюрьму. Под давлением общественности и фанатов певицы, проводивших акции в её поддержку, через 121 день после задержания Светлана Ражнатович была выпущена на свободу, а расследование дела о незаконном хранении оружия было приостановлено.
Выйдя из тюрьмы, певица создала собственную студию «Ceca Music», на которой приступила к записи своего 12-го альбома «Gore od ljubavi», изданного 24 мая 2004 года. Незадолго до этого Ражнатович приняла участие в акции протеста у здания сербского правительства против косовских беспорядков. Впоследствии Цеца дала несколько благотворительных концертов для сбора средств в помощь пострадавшим в беспорядках сербам.
Концерт в Белграде, приуроченный к выходу 17 июня 2006 года альбома «Idealno loša» собрал по разным оценкам от 100 до 150 тысяч зрителей.
В марте 2011 года Генеральная прокуратура Сербии вновь предъявила Светлане Ражнатович обвинения в незаконном хранении оружия, найденного в её доме при обыске в 2003 году. Также Ражнатович и её сестре Лидии Оцоколич были предъявлены обвинения в хищении нескольких миллионов евро при продаже игроков из клуба «Обилич» в 2000—2003 гг., в частности, при продаже Николы Лазетича в «Фенербахче».
По утверждениям сербской прессы, обвинения были предъявлены так поздно из-за большой популярности Цецы, а также по причине её связей в правящих кругах.
Певице, изначально заявлявшей, что и подготовкой продажи игроков, и покупкой оружия занимался её покойный муж, было предложено заключить соглашение о признании вины: в случае признания фактов хищений с певицы снималось обвинение в незаконном хранении оружия. Также прокуратура отказывалась от требования приговорить Ражнатович к тюремному заключению.
12 апреля Светлана Ражнатович признала себя виновной в хищении, а её сестра признала себя виновной в соучастии в этом. 5 июня 2011 года Ражнатович и Лидия Оцоколич были приговорены к 12 и 6 месяцам домашнего ареста соответственно. Отбытие наказания исчисляется с 23 июня. Также сестёр обязали вернуть в казну Сербии 1 миллион евро.
К этому времени Ражнатович успела записать альбом «Ljubav živi», который вышел 17 июня 2011 года.
19 июля Светлана Ражнатович и муж её сестры футболист Предраг Оцоколич были вызваны в суд в связи с возбуждённым в их отношении уголовным делом по факту нападения на директора ФК «Mladi proleter» Александра Оларевича, произошедшего в 2007 году. Потерпевший отказался от претензий к Ражнатович и Оцоколичу, однако прокуратура Сербии продолжает настаивать на судебном разбирательстве. В случае признания их виновными Ражнатович и Оцоколичу грозит от шести месяцев до пяти лет лишения свободы. Так как обвиняемым не были вовремя вручены повестки судебное заседание перенесено на 24 ноября.

## Дискография
- 1988 — Cvetak zanovetak
- 1989 — Ludo srce
- 1990 — Ceca
- 1991 — Babaroga
- 1993 — Kukavica (Šta je to u tvojim venama)
- 1994 — Ja još spavam u tvojoj majici
- 1995 — Fatalna ljubav
- 1996 — Emotivna luda
- 1997 — Maskarada
- 2000 — Ceca 2000
- 2001 — Decenija
- 2004 — Gore od ljubavi
- 2006 — Idealno loša
- 2011 — Ljubav živi
- 2013 — Poziv
- 2016 — Autogram